# Cyrtodactylus deveti
Cyrtodactylus deveti es una especie de gecos de la familia Gekkonidae.

## Distribución geográfica
Es endémica de la isla de Morotai y, quizá, de Halmahera (Indonesia).